# Довгоствольна зброя

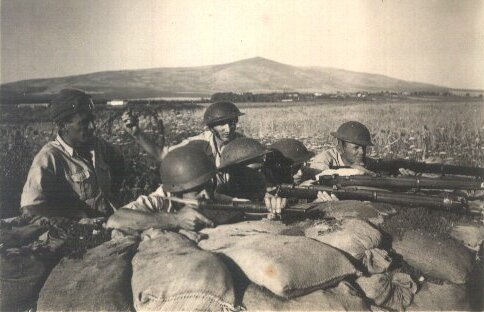
Підроздал Хагана використовує довгостольну зброю в 1948.

Довгоствольна зброя — це категорія вогнепальної зброї з довгими стволами у порівнянні з іншими типами зброї.  В ручній зброї, довгоствольна зброя загалом розробляється для утримання обома руками і повинна притискатися до плеча, на відміну від короткоствольної зброї, яку можна утримувати при стрільбі однією рукою.  По відношенню до гармат та станкової зброї противагу довгоствольній артилерії становлять гаубиці або карронади.

## Стрілецька зброя
Фактична довжина ствола в різних юрисдикціях регулюється по різному, наприклад, в США Національний закон про вогнепальну зброю встановлює мінімальну довжину в 16 дюймів (40 см) для стволів гвинтівок та 18 дюймів (45 см) для стволів дробовиків. У Канаді обмеження для будь-якої зброї становить 18,5 дюймів (47 см).  Крім того, в Канаді встановлена мінімальна довжина стволу довгоствольної зброї зі з'ємними або складними прикладами становить 26 дюймів (66 см). В США мінімальна довжина стволу довгоствольної зброї зі з'ємними або складними прикладами становить 26 дюймів (66 см) з прикладом в розгорнутому стані.
Прикладами різних класів стрілецької зброї є: гвинтівки, карабіни, дробовики, мушкети, мушкетони, пістолет-кулемети, особиста зброя самооборони, фортечні рушниці тощо.

### Переваги та недоліки довгоствольної зброї
Майже вся довгоствольна зброя має цівку та приклад, що дозволяє стрільцю утримувати стрілецьку зброю більш стійко ніж пістолет. Крім того, довгий ствол довгоствольної зброї дає змогу збільшити відстань від мушки до прицілу, що покращує точність прицілювання. Наявність прикладу дає змогу використовувати телескопічні або коліматорні приціли.
Вага довгоствольної зброї зазвичай більша за короткоствольну зброю, що збільшує вартість транспортування, крім того, носіння такої зброї стомлює. Збільшення моменту інерції робить довгоствольну зброю повільнішою та більш складною в наведенні, тому така зброя більш повільна та більш складна в точному наведенні. Проте, результатом є краща стабільність при наведенні. Більша кількість матеріалів, які витрачають на довгоствольну зброю, збільшує вартість виробництва. Більший розмір погіршує скритність та можливість використання в приміщеннях, крім того потрібно більше місця для зберігання.
У всій довгоствольній зброї, в тому числі в зброї з прикладом, віддача при стрільби передається безпосередньо в тіло стрільця. Це дає змогу краще контролювати зброю, ніж пістолети або револьвери, де немає прикладу і вся віддача передається в руку стрільцю. Крім того, можна витримати велику віддачу без ушкоджень або втрати контролю; у порівнянні з більшою вагою довгоствольної зброї це дає змогу збільшити метальний заряд (наприклад, порох), а тому можна використовувати більші снаряди, які можуть досягати великих швидкостей. Це є однією з переваг використання довгоствольної зброї у порівнянні з короткоствольною зброєю - швидші або важчі снаряди мають кращу пробивну силу та точність на великих відстанях. 
Дробовики це довгоствольна зброя яка розроблена для стрільби одночасно великою кількістю невеликих кульок. Це робить таку зброю дуже ефективною на коротких відстанях, але зі збільшенням відстані ефективність зменшується.

## Морська довгоствольна зброя

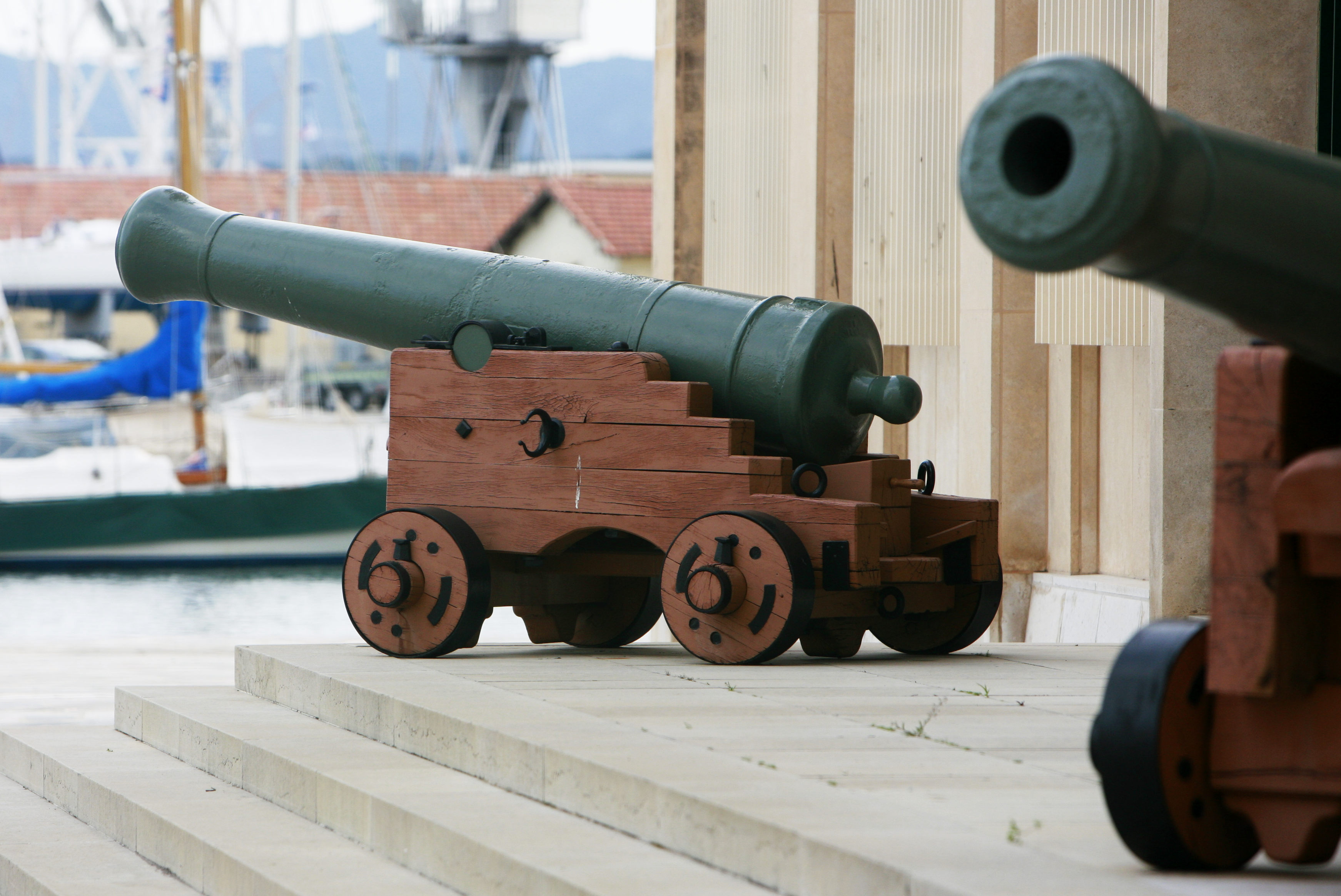
Довгоствольна зброя перед морською префектурою Тулону

В минулому довгоствольну зброю використовували в флотах всіх країн. Це були стандартні гармати, встановлені на вітрильниках, які відрізнялися від короткоствольних карронад.В неофіційному користуванні, довжину поєднували з вагою ядра, тому з'являлися такі терміни, як "long 9", що значило повну довжину гармати яка стріляла 9-фунтовими снарядами.